# Europium(III)-chlorid
Europium(III)-chlorid ist eine chemische Verbindung aus der Gruppe der Chloride.

## Gewinnung und Darstellung
Europium(III)-chlorid kann direkt durch Reaktion von Europium mit Chlor gewonnen werden.
{\displaystyle \mathrm {2\ Eu+3\ Cl_{2}\longrightarrow 2\ EuCl_{3}} }

## Eigenschaften

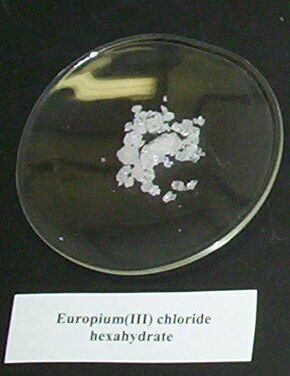
Europium(III)-chlorid

Europium(III)-chlorid ist ein gelbes hygroskopisches Pulver. Es besitzt eine hexagonale Kristallstruktur mit der Raumgruppe P63/m (Raumgruppen-Nr. 176). In der Nähe des Schmelzpunktes beginnt es sich zu Chlor und Europium(II)-chlorid zu zersetzen.

## Verwendung
Europium(III)-chlorid kann zur Herstellung anderer chemischer Verbindungen wie Europium(II)-chlorid und Europiumkomplexverbindungen verwendet werden.